# M/S Elbjørn
I perioden 1954 – 1996 var M/S Elbjørn en aktiv del af den danske isbrydertjeneste. Karrieren som isbryder endte brat d. 12. februar 1996, da en jævnstrømsdynamo eksploderede. Elbjørn kunne sejle i havn for egen kraft, men det stod klart, at dens isbryderdagene var forbi.
Efter havariet blev Elbjørn lagt til kaj. I 2003 blev skibet solgt for 700.001 kr. – 1 kr. over skrothandlerens bud.

## Restaurant Elbjørn
For en tid lå Elbjørn ved Aalborgs havnefront ved Jomfru Ane Parken, hvor skibet var  restaurations- og museumsskib. I 2019 blev det solgt til ophugning hos skrotfirmaet Jatob Aps.

## Facts
Byggeår: 1953

Jomfrusejlads: 1954

Længde overalt: 51 meter

Største bredde: 12 meter

Maks. højde: 23 meter

Dybdegang for: 3,96 meter

Dybdegang agter: 4,9 meter

Deplacement/vægt: 1.650 tons

Bruttotonnage: 893 RT

Nettotonnage: 259 RT

Fart i åbenvand: 11 kn

Olieforbrug i døgnet ved maks. effekt: 8 ton

Hovedmotoreffekt: 2700 hk kontinuert – 3600 hk forceret